# Bafq
Bafq (persisch بافق, DMG Bāfq, auch Bafgh) ist eine kleine Oasenstadt in der zentraliranischen Provinz Yazd.

## Geografie
Der Ort liegt am Südrand der Wüste Dascht-e Kawir. Er hat laut einer Berechnung von 2012 ca. 34.000 Einwohner und liegt 120 km südöstlich der Stadt Yazd. Wasser bezog die Stadt aus Qanaten und Brunnen, die Landwirtschaft ermöglichten. Weizen, Gerste und Palmenhaine werden angebaut.

## Geschichte
Historisch war der Ort eine kleine Oasenstadt. Im 16. Jahrhundert lebte hier der Dichter Kamal ad-Din (oder Schams ad-Din Mohammad), bekannt als Vahschi Bafqi.

## Wirtschaft
Neben der Landwirtschaft ist Bafq für seine Webereiprodukte bekannt. Seit Ende des 19. Jahrhunderts 12 km nördlich der Stadt bei Choghart große Eisenerzvorkommen entdeckt wurden, die hier im Tagebau gewonnen werden können, entwickelte sich die Stadt zu einem Zentrum der Eisenerz- und Stahlindustrie.

## Verkehr
Bafq ist ein wichtiger Knotenpunkt im Netz der iranischen Eisenbahn. Hier kreuzen sich die Bahnstrecke Qom–Zahedan, die südlichen Ost-West-Eisenbahnverbindung des Iran, und die Nord-Süd-Eisenbahn von Mashhad nach Bandar Abbas.